# Diego Sanchez

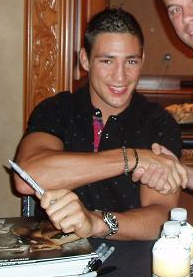
Diego Sanchez

Diego Sanchez (* 31. Dezember 1981 in Albuquerque) ist ein US-amerikanischer Mixed-Martial-Arts-Kämpfer, der in der Weltergewichtsklasse der Ultimate Fighting Championship antritt. Sein früherer Spitzname ist Nightmare, nun benutzt er The Dream als Spitznamen. Seine Kampfbilanz beträgt 23 Siege und fünf Niederlagen.
Sanchez wuchs in Albuquerque auf. Er begann als Kind mit Karate und war während seiner Schulzeit Ringer. Danach trainierte er Gaidojutsu bei Greg Jackson. Den Anfang seiner MMA-Karriere machte er im Juni 2002 beim Veranstalter Ring of Fire. Nach einem Kampf an der Aztec Challenge ging Sanchez dann zu King of the Cage. Dort absolvierte er acht Kämpfe und dazwischen einen bei Pride of Albuquerque. Mit einer Kampfbilanz von 11-0 und dem Weltergewichtstitel von KOTC nahm er danach als Mittelgewicht an der ersten Staffel von The Ultimate Fighter teil. Er konnte im Schlussevent Kenny Florian per TKO schlagen und wurde Sieger der Staffel.
Für seinen nächsten Kampf wechselte Sanchez wieder zum Weltergewicht und besiegte an der UFC 54 Brian Gassaway. Es folgten Siege über Nick Diaz, John Alessio und Karo Parisyan. Nach einem K.-o.-Sieg über Joe Riggs an der UFC Fight Night 7 am 13. Dezember 2006 wurde er positiv auf THC getestet und von der California State Athletic Commissio drei Monate suspendiert. Am 7. April 2007 an der UFC 69 erlitt Sanchez gegen Josh Koscheck seine erste Niederlage und verlor darauf auch gegen Jon Fitch. In seinen nächsten Kämpfen siegte er an der UFC 82 über David Bielkheden und beim The Ultimate Fighter 7 Finale  über Luigi Fioravanti.
Danach wechselte Diego Sanchez in die Leichtgewichtsklasse. Bei seinem ersten Kampf im Februar 2009 gegen Joe Stevenson gewann er nach Punkten und wurde mit dem Bonus-Preisgeld für den Fight of the Night bedacht. Der folgende Punktesieg über Clay Guida beim The Ultimate Fighter 9 Finale am 20. Juni 2009 gewann einen World MMA Award als Fight of the Year. Darauf wurde auf den 12. Dezember an der UFC 107 ein Titelkampf gegen Leichtgewichtschampion B.J. Penn angesetzt. Die Begegnung wurde in der fünften Runde vom Ringarzt gestoppt und Penn gewann durch TKO.
Nach dieser Niederlage kehrte Sanchez wieder zum Weltergewicht zurück und verlor gegen John Hathaway an der UFC 114 im Mai 2010. Im Oktober besiegte er dann Paulo Thiago an der UFC 121. Auch Martin Kampmann schlug er am 3. März 2011 an der Veranstaltung UFC Live: Sanchez vs. Kampmann nach Punkten. Am 15. Februar 2012 verlor er bei UFC on Fuel TV: Sanchez vs. Ellenberger gegen Jake Ellenberger nach Punkten. Im August verkündete er, dass er von nun an wieder im Leichtgewicht antritt.